# Pandemis cerasana
The Barred Fruit-tree Tortrix (Pandemis cerasana) là một loài bướm đêm thuộc họ Tortricidae. Nó được tìm thấy ở châu Âu.

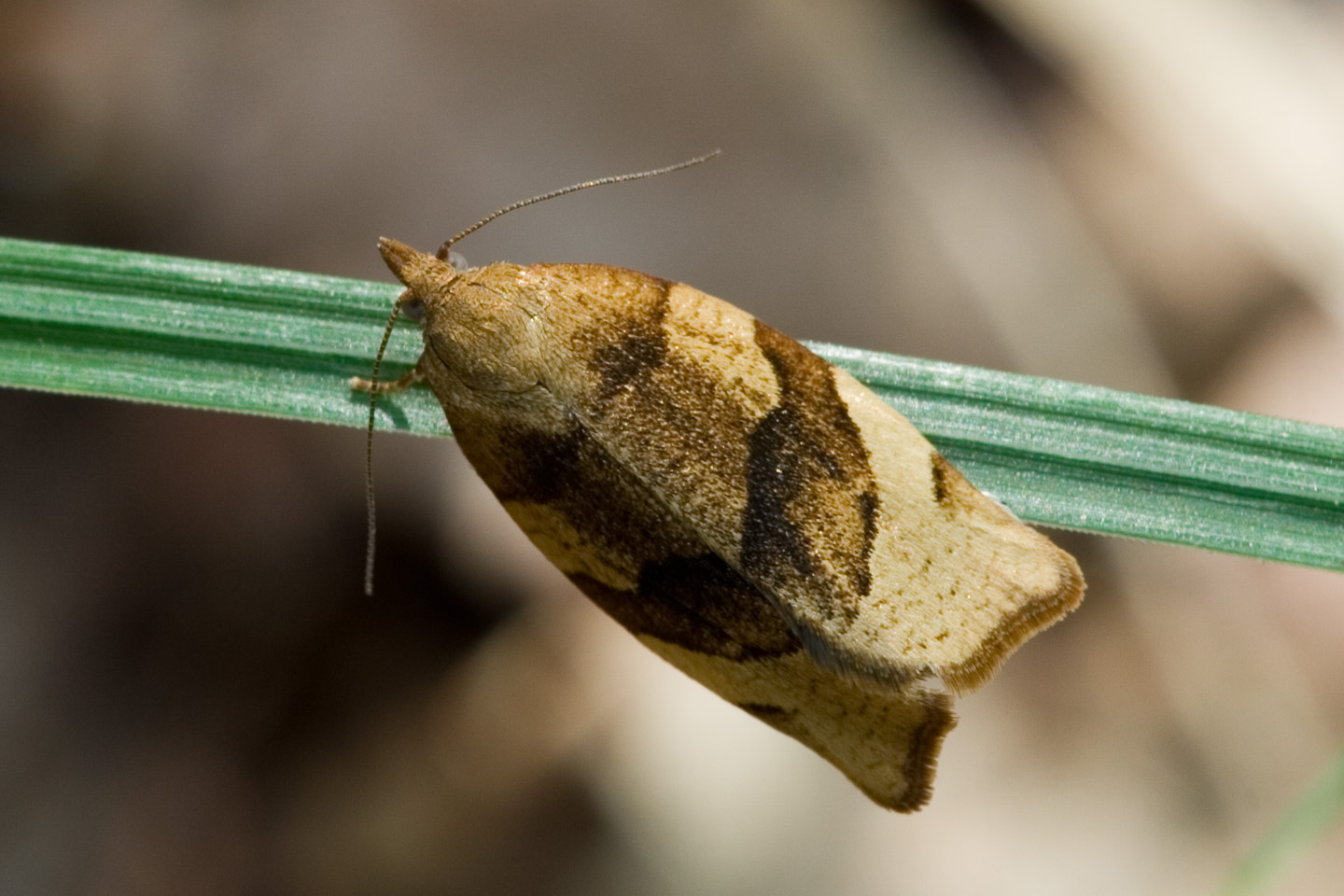

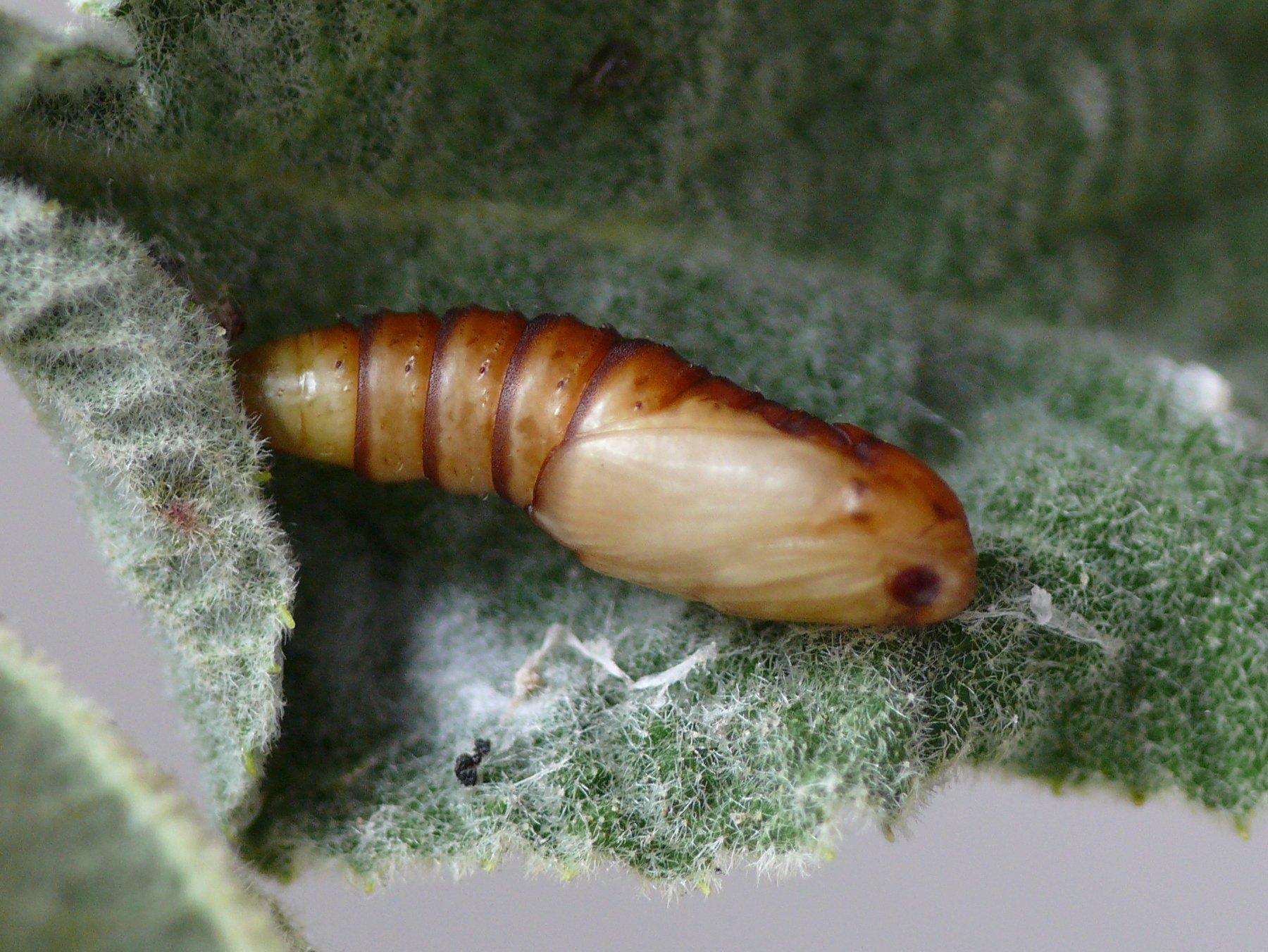
Pupa

Sải cánh dài 16–25 mm. Con trưởng thành bay từ tháng 6 đến tháng 8. .
Ấu trùng ăn various trees và shrubs bao gồm apple và pear.

## Hình ảnh

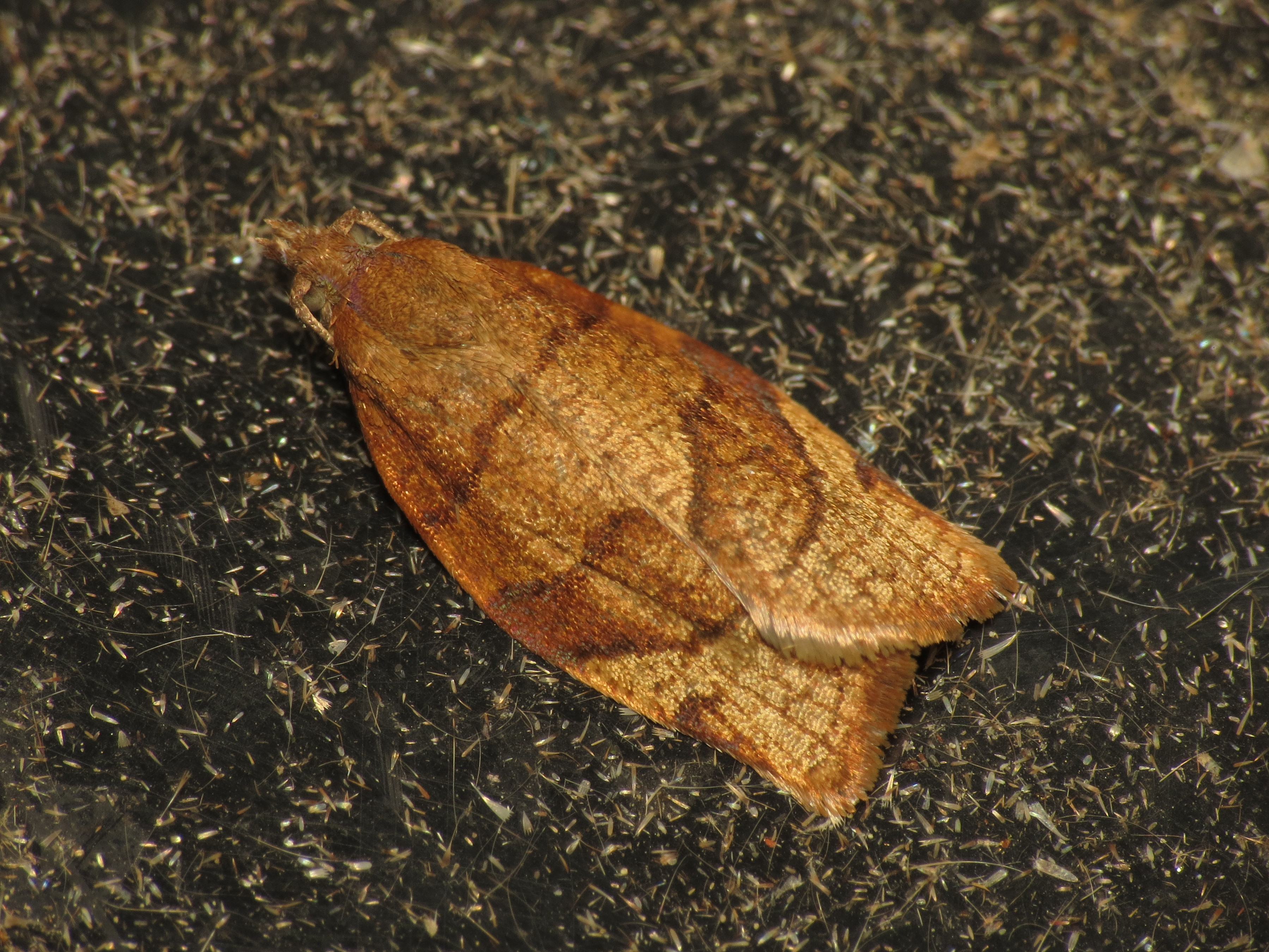
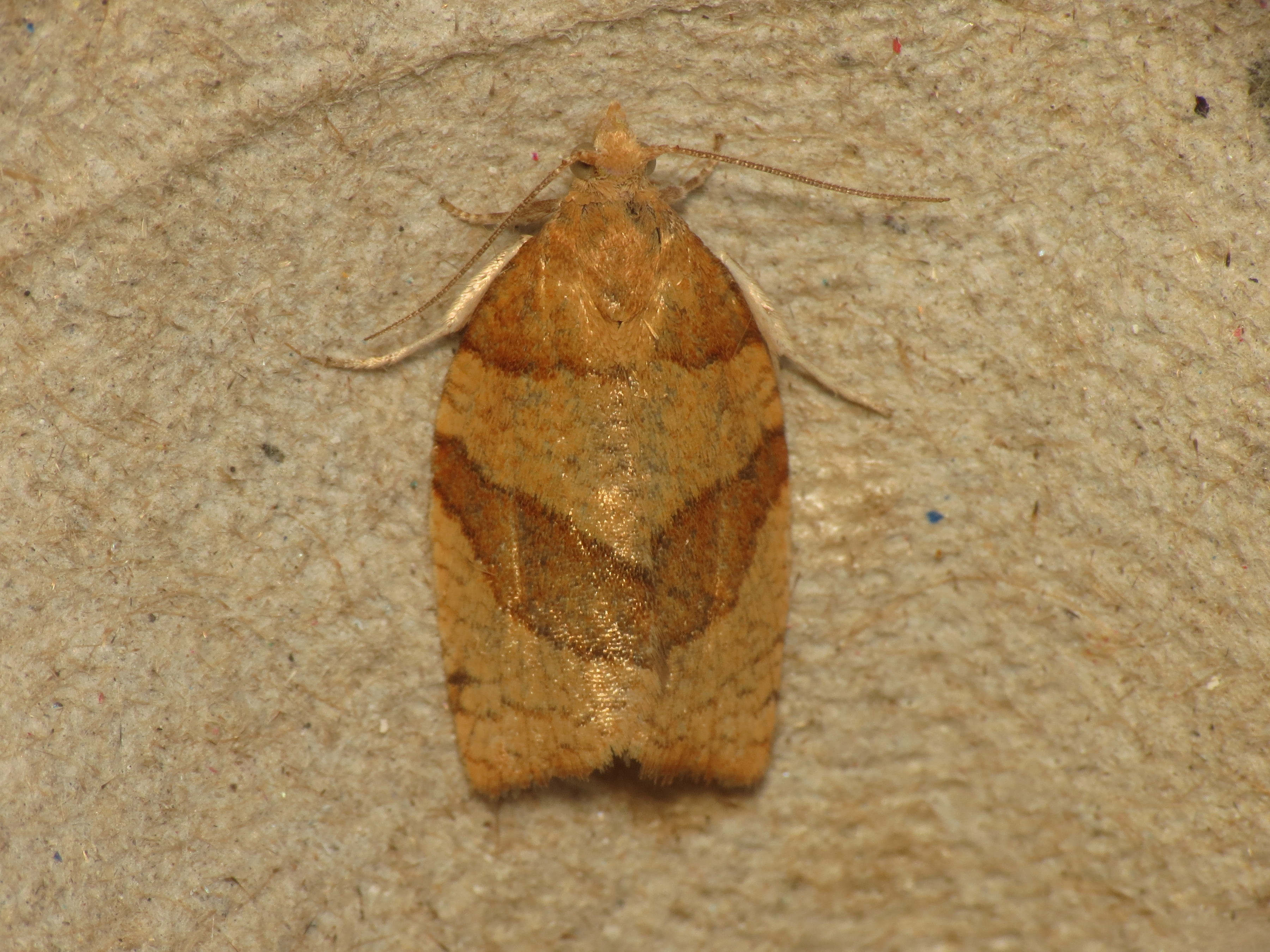
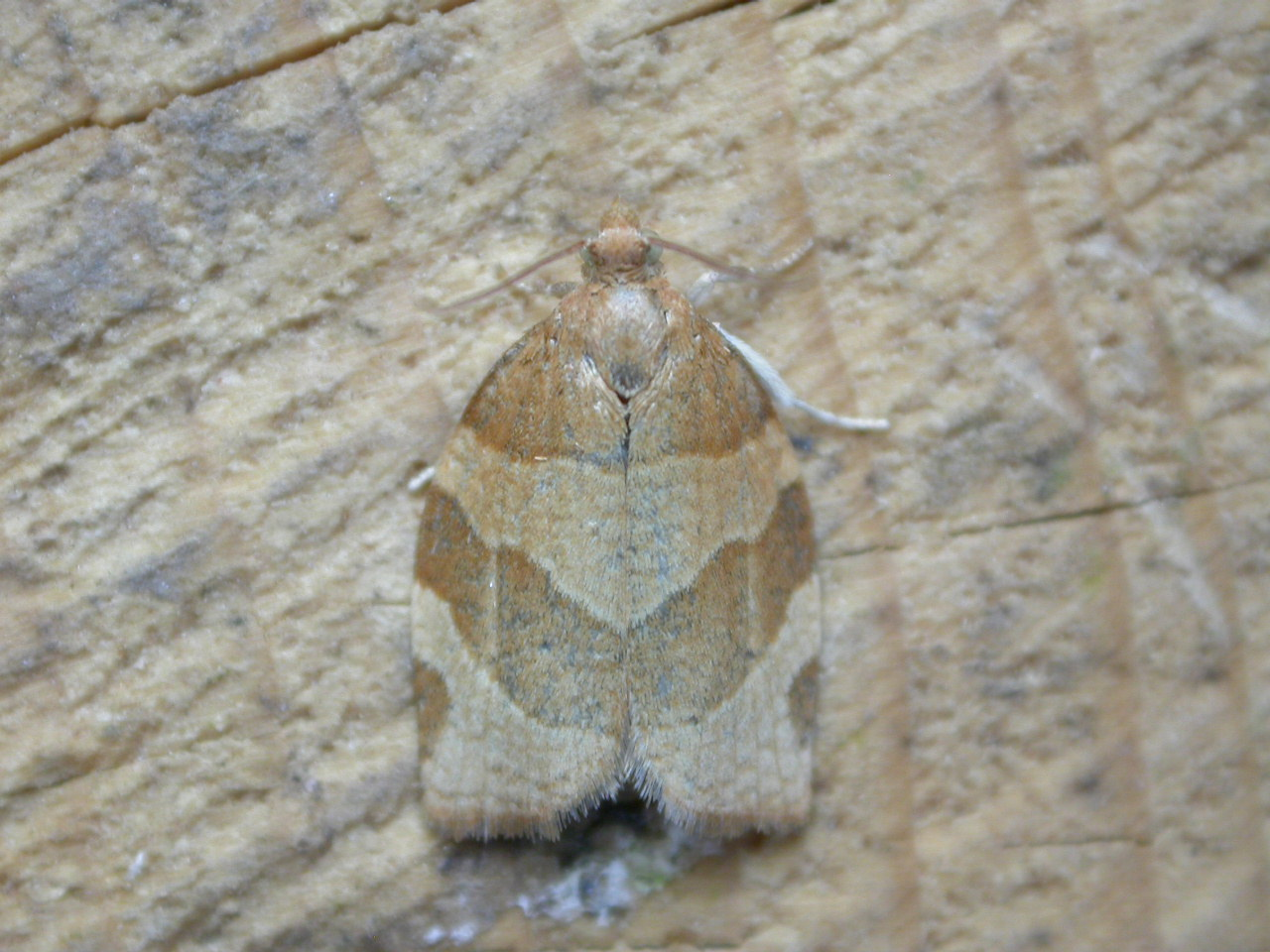
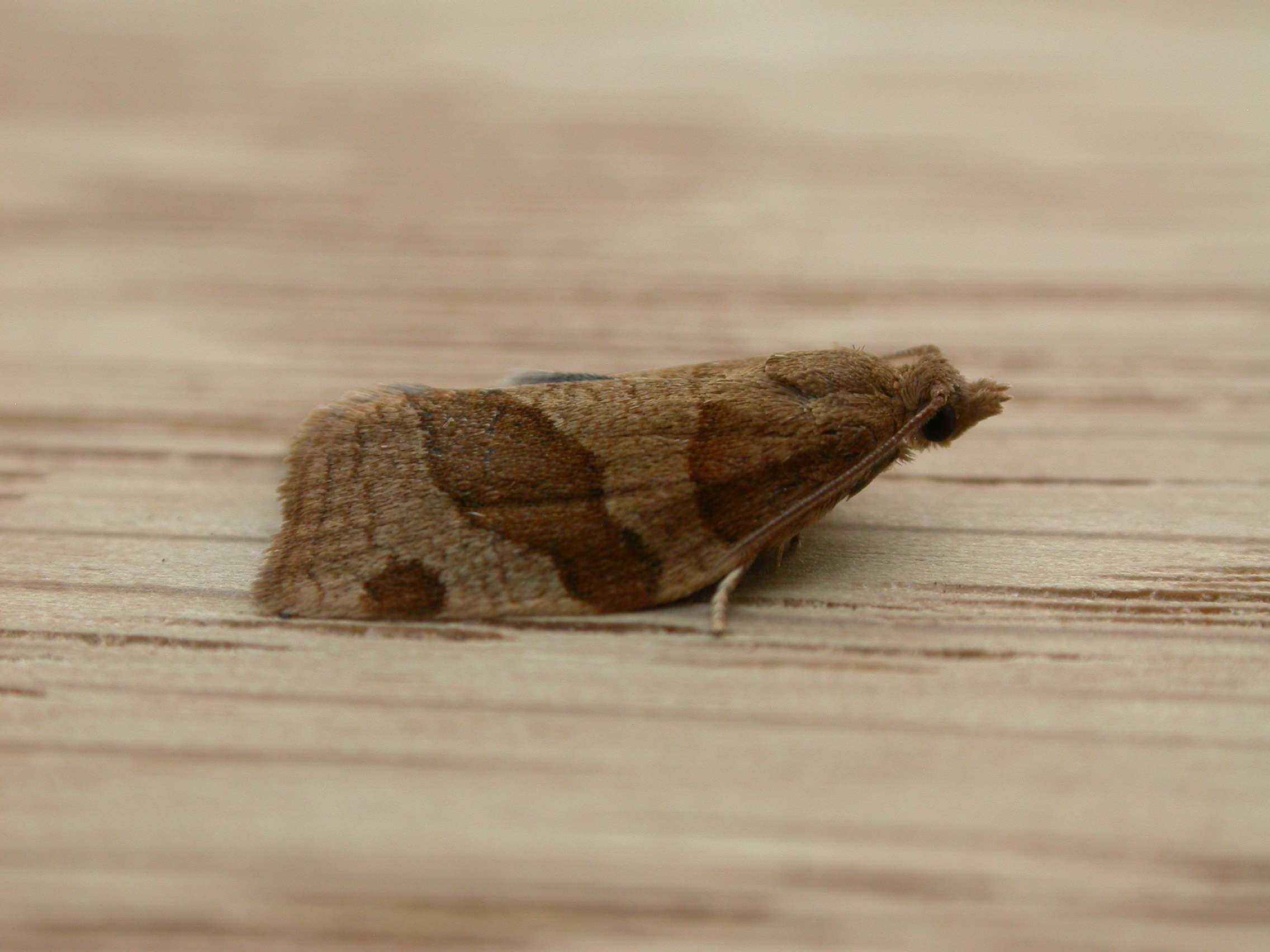